# Mandatoriccio
Mandatoriccio és un municipi italià, dins de la província de Cosenza, que limita amb els municipis de Campana, Pietrapaola i Scala Coeli a la mateixa província.

## Evolució demogràfica
| Població censada al municipi de Mandatoriccio | Població censada al municipi de Mandatoriccio | Població censada al municipi de Mandatoriccio |
| --------------------------------------------- | --------------------------------------------- | --------------------------------------------- |
|                                               |                                               |                                               |
| Notes:                                        | Elaboració gràfica per part de la Viquipèdia  |                                               |
|                                               | Font: ISTAT (Institut Nacional d'Estadística) |                                               |